# Чинчила персијска мачка
Чинчила персијска мачка је посебна врста персијске мачке, карактеристична по смарагдно зеленим очима. Не зна се како су добиле име, али се претпоставља да нису по јужноамеричкој животињи чинчили, нити због сличности са крзном домаћег кунића чинчиле. Оно што се сигурно зна је да су их тако назвали енглески одгајивачи, као и да их у неким деловима Енглеске називају силвери или сребрне мачке. 
Чинчила се јавља крајем 19. века.
Чинчиле не смеју имати жуте или браон пеге у основној боји, као и продужавање осенчености са леђа на ноге, таби обележја на ногама, глави или репу, као ни жуте или браон очи.
Занимљиво је да је забрањено парити их са обичним персијанером, уколико није разлог тежња за повећањем телесне масе, скраћивање носа, ушију и репа. Дозволу даје национални фелинолошки савез уз контролу мачића од стране комисије савеза.
У Америци мачке камео боје називају црвена чинчила мачка, код које је трећина длаке наранџасте боје, две трећине сребрне, а очи су жуте или бакарне.